# ST Yelta
ST „Yelta” – australijski holownik. Wodowany w 1949 „Yelta” jest ostatnim holownikiem o napędzie parowym w Australii. Holownik pracował w Port Adelaide w latach 1949-1976. W 1976 został wycofany ze służby i zakupiony przez National Trust of Australia. W 1985 holownik został odkupiony przez South Australia Maritime Museum i obecnie stanowi jeden z jego eksponatów.

## Historia
Stępkę pod ST „Yelta” (ST - steam tugbot – holownik o napędzie parowym) położono w 1948 w stoczni Cockatoo Docks and Engineering Company w Sydney na zamówienie Ritch and Smith Limited z Adelaide. Holownik liczył 103 stopy i 3 cale długości, 26 stóp i 8 cali szerokości, a jego zanurzenie wynosiło 13 stóp (31,5 x 8,13 x 3,94 m). Kadłub miał konstrukcję w większości nitowaną, przednia cześć pokładu i powierzchnie mieszkalne zostały pokryte drewnem.
Napęd holownika stanowiła maszyna parowa potrójnego rozprężania o mocy 970 KM z czteropiórową śrubą o średnicy ośmiu stóp (2,44 m). Średnica kotła wynosiła 16 stóp (2,44 m), a jego pojemność 18 ton wody. Ciśnienie pracy silnika wynosiło 200 funtów na cal kwadratowy (1400 kP). Początkowo kocioł opalany był węglem, ale w 1957 został on przebudowany na opalany mazutem.
Załoga wynosiła sześć osób; dwóch oficerów – kapitan i pierwszy mechanik, oraz czterech członków załogi – mechanika, palacza, dwóch marynarzy.  Kabiny oficerów znajdowały się w dziobowej części holownika, kabiny załogi znajdowały się w części rufowej.
Holownik przybył do Port Adelaide 22 lutego 1949, dołączył do pięciu innych holowników pracujących już w porcie. Z wyjątkiem ST „Foremost” wodowanego w 1926, wszystkie inne jednostki miały już ponad 30 lat, najstarszą był holownik ST „Falcon” wodowany w 1884.
„Yelta” pracował w Port Adelaide przez 27 lat. W tym czasie holownik został dwukrotnie częściowo przebudowany; w 1964 zmniejszono rozmiary kabiny załogi i umieszczono drzwi po obydwu stronach sterówki, a w 1967 w rufowej części statku wzniesiono pokładówkę nad kabiną załogi.
W 1976 holownik został wycofany ze służby, niedługo później został zakupiony przez National Trust of Australia jako znacząca część dziedzictwa morskiego Australii Południowej. Statek nie został jednak odrestaurowany i został czasowy przycumowany w pobliżu rafinerii cukru CSR, gdzie stał przez prawie dziesięć lat. W maju 1985 „Yelta” został zakupiony przez South Australian Maritime Museum i dołączył do eksponatów tego muzeum. Statek został odrestaurowany przez wolontariuszy, w tym przez wielu byłych marynarzy, którzy wcześniej pływali na „Yelcie”. Prace ukończono w 1988.
Współcześnie „Yelta” stoi przycumowany w Port Adelaide, gdzie może być zwiedzany i odbywa częste wycieczki po Port River.